# Combat de Bréal
Chouannerie
Batailles
Le combat de Bréal a lieu en février 1796, pendant la Chouannerie.

## Déroulement
Le déroulement de ce combat est rapporté par l'officier chouan Toussaint du Breil de Pontbriand, dans ses mémoires. Celui-ci le place en février 1796, quatre jours après une défaite au deuxième combat de Saint M'Hervé,,.
D'après son récit, il se porte près de Bréal-sous-Vitré après avoir été informé du départ d'une colonne de 400 soldats républicains de La Gravelle pour Vitré,,. Lorsque les chouans atteignent la grande route, ils constatent que la tête de la colonne est déjà passée,,. Le capitaine de la paroisse d'Argentré, Jacques Blondeau — ou Blondiau — dit Laval, commence aussitôt l'attaque et se jette sur le reste de la colonne,,. Les républicains sont mis en déroute et poursuivis jusqu'à l'étang de Paintourteau,,. Une diligence, placée à la tête de la colonne, parvient à s'enfuir avec quelques cavaliers,,.

## Pertes
Pontbriand indique que ses pertes ne sont que de quatre blessés,. Il affirme que les républicains laissent sur le terrain 80 hommes et plus de cent paquets de cartouche,.